# T-qualizer
Een T-Qualizer is een T-shirt met lichtgevende balken, die op en neer bewegen met het ritme en volume van geluid.
De naam T-Qualizer is een combinatie van T-shirt en equalizer, omdat het design is afgeleid van de spectrumanalyzer, die zich vaak op een equalizer bevindt.
Op de T-shirt bevindt zich een lichtgevend paneel dat wordt aangedreven door een klein apparaatje dat een inverter, een batterijvak en een microfoon bevat. Het apparaat zet geluidsgolven om in elektrische wisselspanningsvelden die het paneel door middel van elekroluminescentie laten oplichten.
Het elektroluminescerende paneel is 0,3 mm dik en het apparaatje kan worden opgeborgen in een speciaal opbergvakje aan de binnenkant van de T-shirt.
De eerste T-Qualizers verschenen in mei 2006 in de handel en zijn sinds juni 2007 in Nederland. Inmiddels zijn veel verschillende modellen en ontwerpen in omloop.